# Limothnes
Limothnes é um gênero de traça pertencente à família Agonoxenidae.